# Bellaire (Texas)
Bellaire é uma cidade localizada no estado norte-americano do Texas, no Condado de Harris.

## Demografia
Segundo o censo norte-americano de 2000, a sua população era de 15.642 habitantes.
Em 2006, foi estimada uma população de 17.596, um aumento de 1954 (12.5%).

## Geografia
De acordo com o United States Census Bureau tem uma área de 9,4 km², dos quais 9,4 km² cobertos por terra e 0,0 km² cobertos por água. Bellaire localiza-se a aproximadamente 18 m acima do nível do mar.

## Localidades na vizinhança
O diagrama seguinte representa as localidades num raio de 12 km ao redor de Bellaire. 